# فرماندهی اطلاعات و امنیت نیروی زمینی ایالات متحده آمریکا
فرماندهی اطلاعات و امنیت نیروی زمینی ایالات متحده آمریکا (انگلیسی: United States Army Intelligence and Security Command) یا فرماندهی اطلاعات و امنیت ارتش ایالات متحده آمریکا یک واحد گزارش‌دهی مستقیم است که عملیات اطلاعاتی، امنیتی و اطلاعات نظامی را برای فرماندهان نیروی زمینی ایالات متحده آمریکا، شرکای جامعه اطلاعاتی آمریکا و تصمیم‌گیرندگان ملی انجام می‌دهد. ستاد مرکزی فرماندهی اطلاعات و امنیت در فورت بلوار، ویرجینیا قرار دارد.
فرماندهی اطلاعات و امنیت ارتش، واحدهایی را در اختیار آژانس امنیت ملی و سازمان اطلاعات سیگنال‌های یکپارچه ایالات متحده قرار می‌دهد. در آژانس امنیت ملی، فرماندهی اطلاعات و امنیت ارتش و همتایان آن در نیروی دریایی، نیروی هوایی، نیروی فضایی، گارد ساحلی و سپاه تفنگداران دریایی، سرویس امنیت مرکزی را تشکیل می‌دهند. بودجه فرماندهی اطلاعات و امنیت ارتش تقریباً ۶ میلیارد دلار تخمین زده شده است. فرماندهی اطلاعات و امنیت ارتش، به‌عنوان یک واحد گزارش‌دهی، به‌طور مستقیم، به رئیس ستاد نیروی زمینی آمریکا گزارش می‌دهد.
فرماندهی اطلاعات و امنیت ارتش، اطلاعاتی را در تمام رشته‌ها جمع‌آوری می‌کند تا اطلاعات لازم برای میدان نبرد و تمرکز قدرت رزمی را در اختیار فرماندهان واحد قرار دهد. این سازمان همچنین فعالیت‌های تولید اطلاعات را انجام می‌دهد، از آماده‌سازی اطلاعات میدان نبرد گرفته تا توسعه موقعیت، تجزیه و تحلیل، بهره‌برداری از تصاویر و تولید اطلاعات علمی و فناوری. فرماندهی اطلاعات و امنیت نیروی زمینی همچنین مسئولیت‌های مهمی در زمینه ضداطلاعات، حفاظت از نیروها، جنگ الکترونیک و جنگ اطلاعاتی دارد.